# S頻道
S頻道，總部位於英國，是針對孟加拉社區發送的免費電視頻道。該頻道由在倫敦的孟加拉商人Mahee Ferdous Jalill成立於2004年12月6日。 初期與英國的Sky電視台協議共用部分全球時段，到了2005年開始每週7天，每天24小時的全時段全球播送，目前已可在Sky電視台的814個頻道播出孟加拉節目，可稱為「在英國穿越世界的孟加拉之聲」，該頻道口號為「為社區工作」，主要播送語言為孟加拉語，偶爾因應特定社群需要使用雅利安語。

## 外部連結
- 官方网站